# Hierochloe fraseri
Hierochloe fraseri är en gräsart som beskrevs av Joseph Dalton Hooker. Hierochloe fraseri ingår i släktet Hierochloe och familjen gräs. Inga underarter finns listade i Catalogue of Life.